# Diakonissenhauskirche Dresden
Die Diakonissenhauskirche ist die evangelisch-lutherische Krankenhauskirche der Diakonissenanstalt in der Äußeren Neustadt in Dresden. Sie gehört zum Kirchspiel Dresden-Neustadt im Kirchenbezirk Dresden Nord.

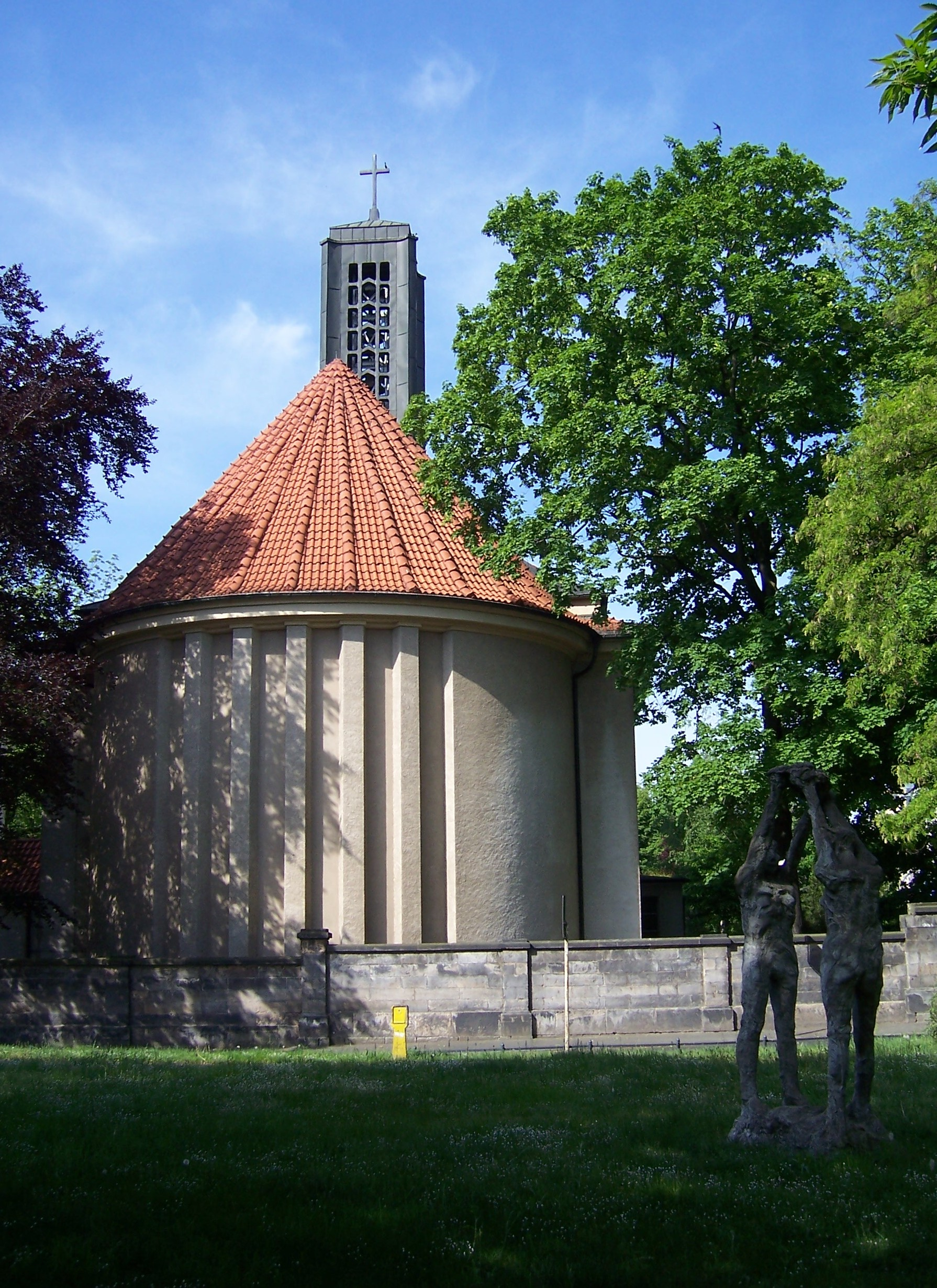
Diakonissenhauskirche der Diakonissenanstalt Dresden

## Geschichte
Die 1844 gegründete Dresdner Diakonissenanstalt bezog zunächst ein Haus in der Böhmischen Gasse in der Antonstadt (Äußere Neustadt). Da zu dieser Zeit kein Krankenhaus in der Neustadt existierte, war die Diakonissenanstalt schnell eine Anlaufstelle bei Krankheiten geworden und gelangte bald an ihre Kapazitätsgrenzen.

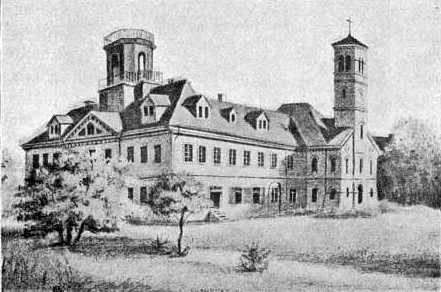
Die Diakonissenanstalt mit der Anstaltskirche (hinten), Johann Anton Williard um 1860

Bereits 1846 bezog die Anstalt das bebaute Grundstück am heutigen Standort zwischen der Bautzner Straße und der Holzhofgasse. Im ersten Stock des Gebäudes diente ein größeres Zimmer als Betsaal. Ein Geistlicher der Dreikönigskirche teilte das Abendmahl aus, es fehlte allerdings öfters ein Predigtamtskandidat, der die Sonntagspredigt hätte halten sollen. Nach Bemühungen seitens des Oberhofpredigers Adolf Harleß konnte 1852 die Stelle für einen Anstaltsgeistlichen eingerichtet und im Juli des Jahres erstmals besetzt werden. Graf von Einsiedel schenkte der Anstalt eine größere Zahl des Roller’schen Gesangbuchs. Der 1856 ins Predigtamt eingetretene Karl Heinrich Fröhlich zog bei seinen Predigten derart viele Besucher an, dass der Raum bald zu klein wurde und der Wunsch nach einer Anstaltskirche aufkam. Durch Finanzierung des Grafen von Einsiedel konnte noch 1856 der Grundstein für die Anstaltskirche gelegt werden. Architekt Ludwig Theodor Choulant plante einen kreuzförmigen Grundriss, an dessen nördlichem Arm eine Vorhalle anschließt. Mittig an der vorderen Fassade dieses Anbaus entstand im Sommer 1857 der noch fehlende Glockenturm als Nachbildung älterer italienischer Campanilen. Im Februar 1858 war die Kirchweihe.

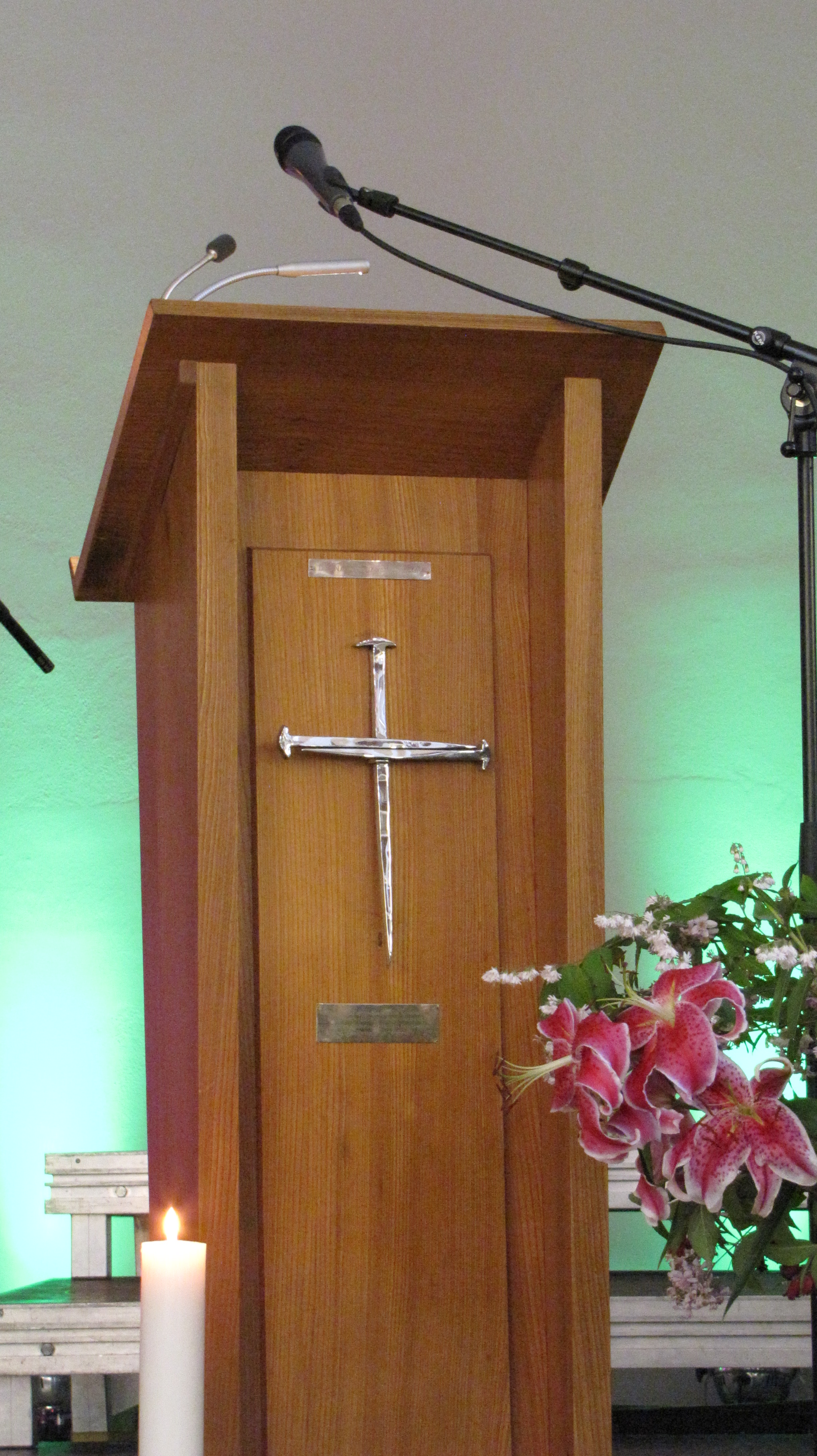
Nagelkreuz von Coventry in der Diakonissenhauskirche

Für die größer werdende Diakonissenschwesternschaft sowie Gottesdienstbesucher außerhalb des Krankenhauses war die Anstaltskirche in den 1920er Jahren inzwischen zu klein und Wettbewerb wurde 1928 ausgeschrieben, den das Architektenbüro Lossow & Kühne gewann. In den Jahren 1928/1929 errichtete Max Hans Kühne im Jugendstil etwa 100 Meter nordwestlich der alten Anstaltskirche an der Grundstücksecke zur Bautzner Straße und dem Diakonissenweg die neue Diakonissenhauskirche, auch Mutterhauskirche genannt. Die Glasreliefs schuf Oskar Fritz Beier. Nach 14 Monaten Bauzeit folgte die Weihe am 1. Advent 1928.
Während der Luftangriffe auf Dresden am 13. Februar 1945, die weite Teile der Diakonissenanstalt nicht jedoch die Kirche trafen, brannte diese durch übergreifendes Feuer bis auf die Grundmauern nieder. Aufgrund der neuen politischen Gegebenheiten in der jungen DDR mit staatlichen Einschränkungen der Bereitstellung von Baustoffen für Kirchengebäude, begann erst 15 Jahre nach der Zerstörung der Wiederaufbau unter der Leitung des Architekten Oswin Hempel. Dabei kam es zu baulichen Veränderungen, so verzichtete man auf den Einbau von Emporen und auf die farbigen Glasfenster im Altarraum. In die somit frei gewordene Rundung in der Apsis malte Paul Sinkwitz 1960 das Abendmahlsbild in Kaseintempera auf den Putz. Die Weihe des wiedererrichteten Kirchenbaus erfolgte am 30. September 1962. Im Jahr 1973 erhielt die Kirche eine Schuke-Orgel.
Auf Initiative von Bill Williams halfen Jugendliche aus England 1965 gemeinsam mit Mitgliedern der Aktion Sühnezeichen aus Deutschland in freiwilligen Arbeitsstunden beim Enttrümmern eines Trakts des 20 Jahre zuvor zerstörten Krankenhauses. Als Zeichen der Versöhnung wurde die Diakonissenanstalt Mitglied der weltweiten Nagelkreuzgemeinschaft und die Diakonissenhauskirche erhielt am 9. September 1965 als erste Kirche in Dresden das Nagelkreuz von Coventry. Die ebenfalls 1945 zerstörte alte Kapelle ist 1975 vereinfacht als Teil des ursprünglichen Anstaltshauses wiederaufgebaut worden. In dem Gebäude, das sich neben der Zentralküche und dem Speisesaal befindet, ist inzwischen das Gästehaus der Diakonissenanstalt untergebracht. Der Seitenrisalit markiert mit seiner Mittelachse den Standort des nicht wiederaufgebauten Turms.
In den Jahren 1992 und 2001 gab es zwei grundlegende Sanierungen. Inzwischen dient die Kirche auch als Ort für Konzerte, eine Tradition, die maßgeblich Friedrich Kircheis initiierte, der von 1971 bis 2005 als Organist und Kantor der Diakonissenhauskirche tätig war.

## Das Kirchengebäude

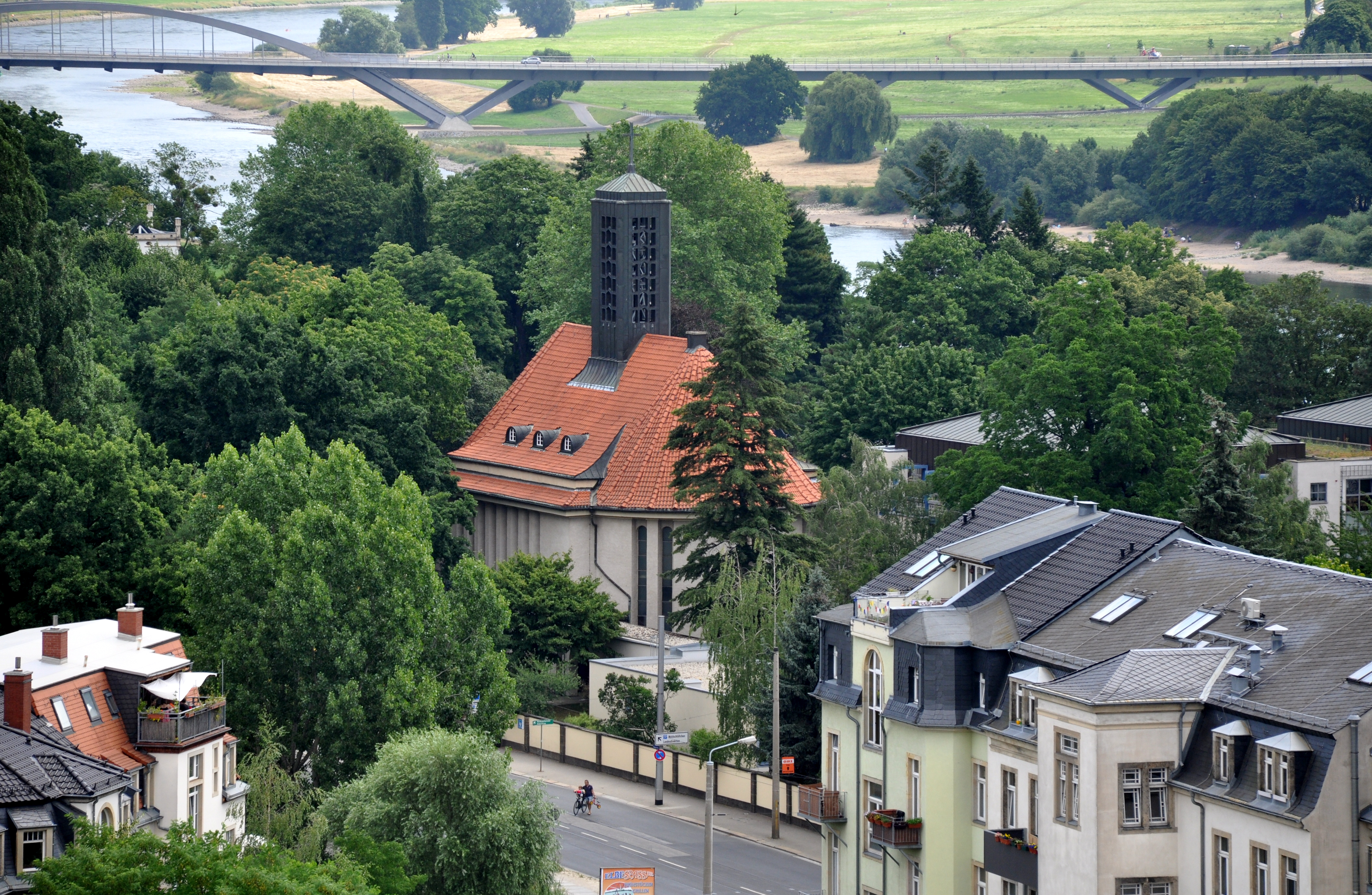
Blick vom Turm der Martin-Luther-Kirche auf die Diakonissenhauskirche zwischen Bautzner Straße und Elbufer, im Hintergrund ist die Waldschlößchenbrücke zu sehen (2015)

Das Kirchengebäude steht an der nördlichen Einfriedung des Anstaltsgeländes zur Bautzner Straße. Das Bauwerk mit kleiner Vorhalle ist als Saalkirche mit halbrunder Apsis als Chorabschluss und mittig sitzendem, dominantem Dachreiter ausgeführt. Es ist „vor allem baugeschichtlich und künstlerisch bedeutend“ und ein „bedeutsames Zeugnis der Kirchenbaukunst des 20. Jahrhunderts“, weshalb es als Kulturdenkmal unter Schutz steht.
Die Grundform des „avantgardistisch anmutenden Baukörpers“ entspricht einem Rechteck mit zwei seitlich angesetzten Halbzylindern. Die Fassade ist anspruchsvoll und außergewöhnlich gestaltet, das Dach ist nach den Schmalseiten abgerundet. Die Längsseiten sind von vertikalen Lichtbändern durchbrochen, zudem finden sich an der Südseite zwei Ausbauten. Zwei gestalterisch hervorgehobene Portale führen ins Innere.
Die Kirche ist von Bäumen umgeben. Vor ihrem Eingang steht die im Mai 1944 gepflanzte Gedenkfichte 100 Jahre Diakonissenanstalt anlässlich des 100-jährigen Bestehens der 1844 gegründeten Diakonissenanstalt, woran eine Gedenktafel mit der Aufschrift „1844. 1944. Zum hundertjährigen Bestehen der ev.-luth. Diakonissen-Anstalt zu Dresden – 19. Mai 1944 – Gestiftet von der Gefolgschaft“ erinnert.

## Ausstattung
Die Ausstattung der Kirche ist „schlicht, aber nobel gehalten[…]“. Es handelt sich dabei zumeist um moderne Ausstattung der Nachkriegszeit.

### Orgel

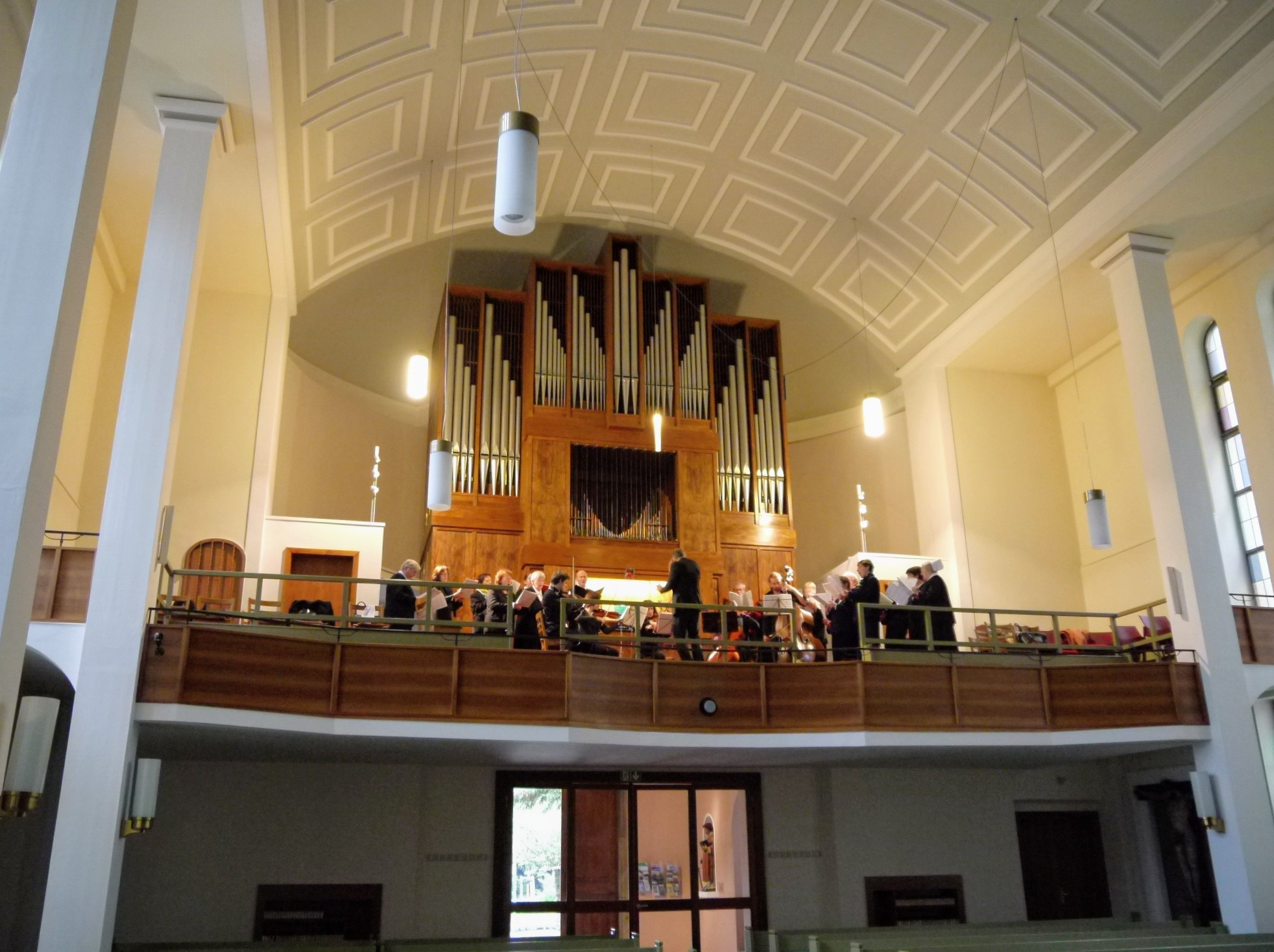
Innenraum, Blick zur Orgel (2013)

Die im Jahr 1973 von Alexander Schuke Potsdam Orgelbau erbaute Orgel hat 32 Register, verteilt auf zwei Manuale und Pedal.

### Glocken
Das Geläut besteht aus zwei Stahlhartgussglocken, die 1963 von Schilling & Lattermann aus Morgenröthe-Rautenkranz kamen. Sie hängen in einem stählernen Glockenstuhl.
| Nr. | Durchmesser | Masse  | Schlagton |
| --- | ----------- | ------ | --------- |
| 1   | 982 mm      | 650 kg | fis’      |
| 2   | 825 mm      | 370 kg | ais’      |